# راندي فيليبس
راندي فيليبس (بالإنجليزية: Randy Phillips)‏ (14 أغسطس 1959 بكانساس سيتي في الولايات المتحدة - ) هو لاعب كرة قدم أمريكي في مركز حراسة المرمى. لعب مع منيسوتا كيكس ‏ وتلسا رافنكس وDallas Americans ‏.